# Andrea Wilke
Andrea Wilke (* in Lübeck) ist eine deutsche Moderatorin und Sängerin.

## Leben
Wilke wuchs in ihrer Geburtsstadt Lübeck auf. Sie studierte Lehramt in den Fächern Mathematik und Musik in Kiel und arbeitet als Moderatorin beim Fernsehen und im Hörfunk, u. a. beim NDR. In den 1990er Jahren war sie Moderatorin im Morgen- und Tagesprogramm bei NDR 2. Seit dem Jahrtausendwechsel moderiert sie u. a. bei NDR Kultur die Matinee.
Im Fernsehen moderierte sie „Spruchreif“  und „Dock 11“ beim NDR, „Hollymünd“ beim WDR und „High Live“ für RIAS-TV.
1983 wurde sie mit dem Lied Ich war zu lang allein, der deutschen Coverversion des ABBA-Hits The Day Before You Came, bekannt.

## Diskografie
- Ich war zu lang allein, bei Polydor 1983[7]
- Freundin, bei Polydor 1984
- Vogelfrei, bei Polydor 1984